# Retrato de José Bonifácio de Andrada e Silva
Retrato de José Bonifácio de Andrada e Silva é uma pintura de Benedito Calixto que se encontra sob a guarda de Museu Paulista. Trata-se possivelmente do primeiro de dois retratos que Benedito Calixto realizou do assim chamado "Patriarca da Independência", muito embora o segundo retrato não seja datado. A data de criação deste é o ano de 1902.

## Retratado
José Bonifácio de Andrada e Silva (Santos, 13 de junho de 1763 — Niterói, 6 de abril de 1838) foi um naturalista, estadista e poeta luso-brasileiro, conhecido pelo epíteto de Patriarca da Independência por seu papel decisivo na Independência do Brasil. Em 11 de janeiro de 2018 foi declarado oficialmente Patrono da Independência do Brasil. Além de sua atuação política, teve uma destacada carreira como naturalista, notadamente no campo da mineralogia, tendo recebido reconhecimento internacional ainda em vida. Descobriu quatro minerais, incluindo a petalita, que mais tarde permitiria a descoberta do elemento lítio, e a andradita, batizada em sua homenagem.

## Versões
Registram-se duas versões de retratos que Benedito Calixto teria realizado de José Bonifácio de Andrada e Silva. Além do óleo sobre tela pintado em 1902 e que pertence ao acervo do Museu Paulista da Universidade de São Paulo, há ainda uma segunda obra na qual José Bonifácio é retratado em idade mais avançada. Trata-se de  um óleo sobre tela de 100x70 cm, não datado. Esta obra, contudo, integra o patrimônio da prefeitura do município brasileiro de São Vicente.

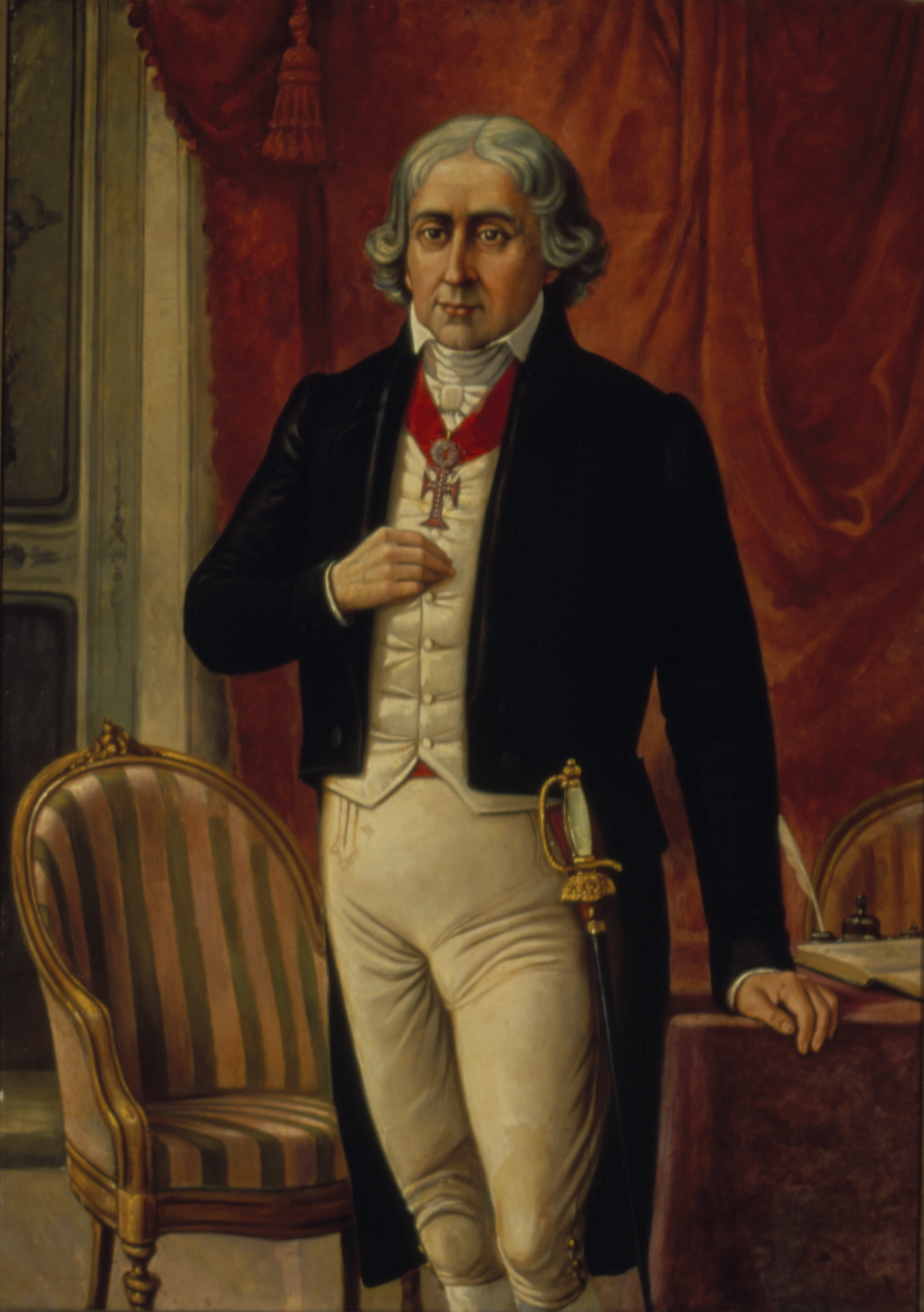
Retrato de José Bonifácio de Andrada e Silva que pertence ao acervo do Museu Paulista
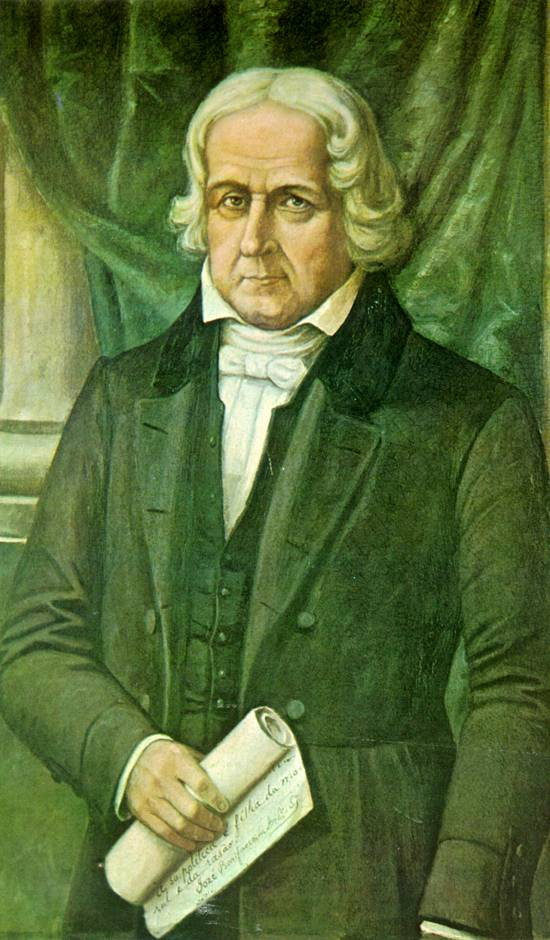
Retrato de José Bonifácio que integra o patrimônio da prefeitura do município de São Vicente

## Características
A obra foi produzida com tinta a óleo, tela. Suas medidas são: 140 centímetros de altura e 100 centímetros de largura. Seu número de inventário na Coleção Fundo Museu Paulista, da qual faz parte, é 1-19063-0000-0000.